# 딘 코트
딘 코트(영어: Dean Court)는 잉글랜드 도싯주 본머스에 위치한 축구 경기장이다. 수용 인원은 11,464명이며 AFC 본머스의 홈 구장으로 사용되고 있다. 과거에는 피트니스 퍼스트 스타디움(Fitness First Stadium)으로 알려져 있었으며 2011년 7월 슈어드 자동차 그룹(Seward Motor Group)이 경기장 명명권을 취득하면서 슈어드 스타디움(Seward Stadium)이라고 부르기도 했다. 2012년 2월 슈어드 그룹이 경기장 명명권을 2년 동안 교환하기로 결정하면서 경기장 명칭 또한 골드샌즈 스타디움(Goldsands stadium)으로 변경되었다.
이후 본머스가 프리미어리그로 승격한 2015년에 건강 보험 전문 회사인 바이탈리티(Vitality)가 경기장 명명권을 취득하면서 바이탈리티 스타디움(Vitality stadium)으로 변경되었다.